# Рода (дочь Посейдона)
Рода (др.-греч. Ῥόδη) — персонаж древнегреческой мифологии. По Геродору и Герофилу — дочь Посейдона и Амфитриты. По Диодору — дочь Посейдона и сестры тельхинов Галии. По Пиндару — дочь Афродиты. Эпименид выводит её родословную от Океана.
Жена Гелиоса. Гелиос влюбился в неё, назвал её именем остров и заставил исчезнуть разлившиеся воды потопа. У них было семь сыновей-гелиадов (Охим, Керкаф, Макар, Актий (или Актин), Тенаг, Триоп и Кандал) и дочь Электриона. По версии, Рода также мать Кирки.